# Oecomys
Oecomys là một chi động vật có vú trong họ Cricetidae, bộ Gặm nhấm. Chi này được Thomas miêu tả năm 1906. Loài điển hình của chi này là Rhipidomys benevolens Thomas, 1901 (= Hesperomys bicolor Tomes, 1860).

## Các loài
Chi này gồm các loài: